# Cozuelos de Fuentidueña
Cozuelos de Fuentidueña is een gemeente in de Spaanse provincie Segovia in de regio Castilië en León met een oppervlakte van 15,24 km². Cozuelos de Fuentidueña telt 132 inwoners (1 januari 2016).

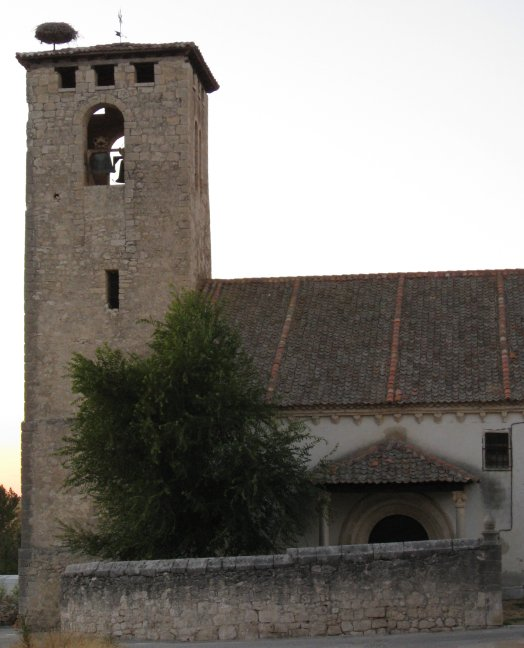
Kerk van Cozuelos
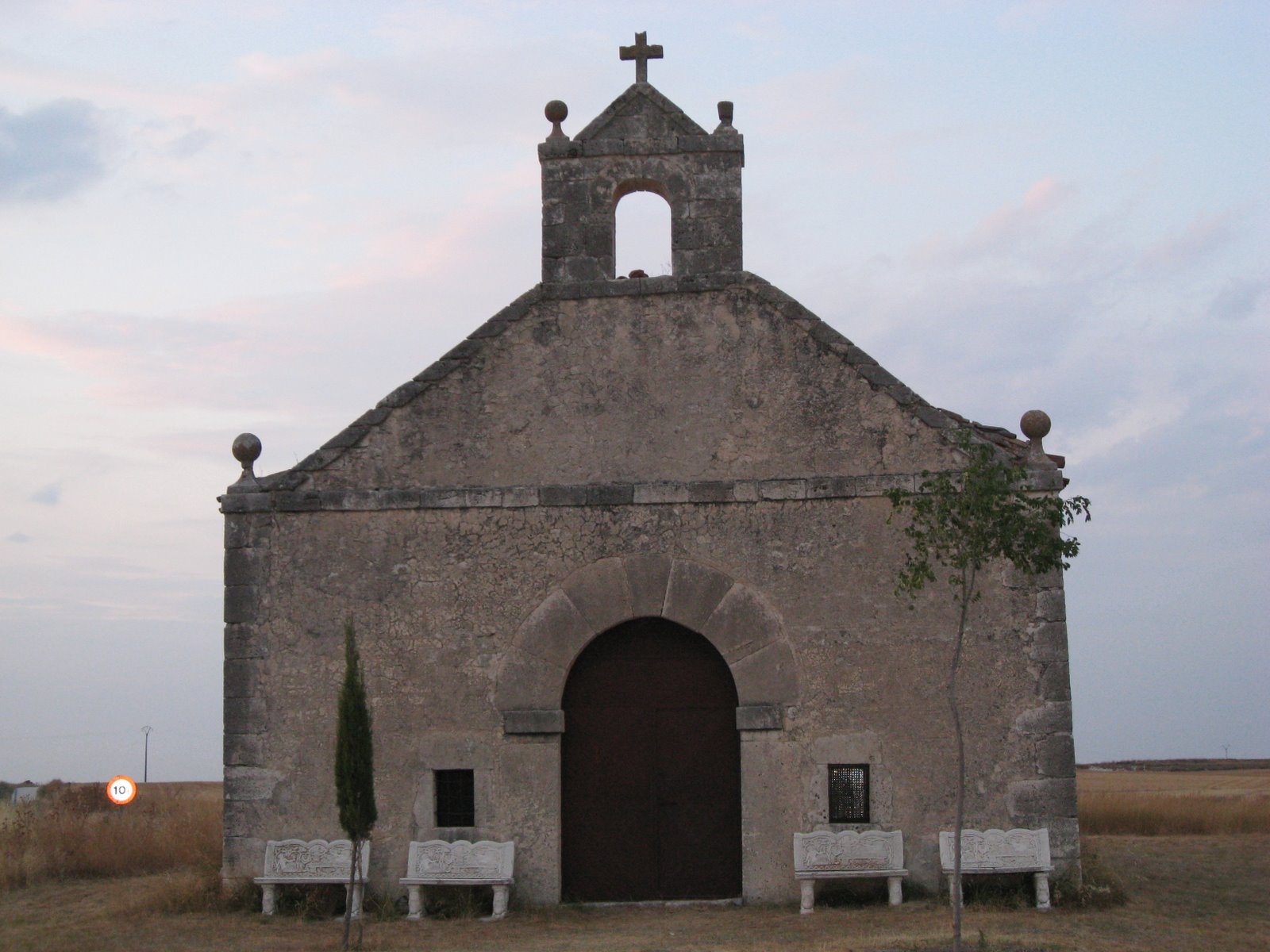
San Roque, Cozuelos

## Demografische ontwikkeling
Bron: INE, 1857-2011: volkstellingen
Opm.: Tussen 1969 en 1982 behoorde Cozuelos de Fuentidueña tot de gemeente Fuentesaúco de Fuentidueña